# Monomorium lene
Monomorium lene är en myrart som beskrevs av Santschi 1920. Monomorium lene ingår i släktet Monomorium och familjen myror. Inga underarter finns listade i Catalogue of Life.